# Cantone di Valenciennes-Nord
Il Cantone di Valenciennes-Nord era una divisione amministrativa dell'arrondissement di Valenciennes.
È stato soppresso a seguito della riforma complessiva dei cantoni del 2014, che è entrata in vigore con le elezioni dipartimentali del 2015.
Comprendeva parte della città di Valenciennes e i comuni di:
- Aubry-du-Hainaut
- Bellaing
- Petite-Forêt
- Wallers